# Volley Milano 2022-2023
Questa voce raccoglie le informazioni riguardanti il Volley Milano nelle competizioni ufficiali della stagione 2022-2023.

## Stagione
Nella stagione 2022-23 il Volley Milano assume la denominazione sponsorizzata di Vero Volley Monza.
Partecipa per la dodicesima volta alla Superlega: chiude la regular season di campionato al settimo posto in classifica, qualificandosi per i play-off scudetto: viene sconfitta nei quarti di finale dalla Trentino. Accede quindi ai play-off 5º posto, vincendoli, grazie alla vittoria in finale sulla Sir Safety Perugia.

## Organigramma societario
Area direttiva
- Presidente: Alessandra Marzari
- Vicepresidente: Alberto Zucchi
- Team manager: Laura Ferro, Roberta Fusi
- Direttore sportivo: Claudio Bonati
- Direttore generale: Ilaria Conciato
- Vicedirettore generale: Silvia Fortunato

Area tecnica
- Allenatore: Massimo Eccheli
- Allenatore in seconda: Giuseppe Ambrosio
- Assistente allenatore: Francesco Oleni
- Scout man: Antonio Mariano

Area comunicazione
- Ufficio stampa: Giò Antonelli
- Area comunicazione: Dario Keller
- Social media manager: Giovanni Paini, Andrea Torelli
- Responsabile eventi: Valentina Monguzzi

Area marketing
- Ufficio marketing: Alfredo De Martini (dal 9 novembre 2022)
- Responsabile marketing: Michele Spera, Gianpaolo Martire

Area sanitaria
- Medico: Marco Penza, Carlo Maria Pozzi
- Fisioterapista: Cesare Zanardi
- Preparatore atletico: Pietro Muneratti
- Massoterapia: Davide Spinelli
- Psicologo: Barbara Rossi
- Nutrizionista: Nicolò Scaglione

## Rosa
| N° | Nome                 | Ruolo | Data di nascita  | Nazionalità sportiva |
| -- | -------------------- | ----- | ---------------- | -------------------- |
| 1  | Petar Višić          | P     | 11 febbraio 1998 | Croazia              |
| 2  | Luka Marttila        | S     | 30 giugno 2003   | Finlandia            |
| 3  | Matteo Pirazzoli     | L     | 26 ottobre 2000  | Italia               |
| 5  | Lorenzo Magliano     | S     | 12 aprile 2005   | Italia               |
| 6  | Fernando Kreling     | P     | 13 gennaio 1996  | Brasile              |
| 7  | Filippo Federici     | L     | 26 dicembre 2000 | Italia               |
| 8  | Stephen Maar         | S     | 6 dicembre 1994  | Canada               |
| 9  | György Grozer        | O     | 27 novembre 1984 | Germania             |
| 10 | Gianluca Rossi       | C     | 14 marzo 2003    | Italia               |
| 11 | Gianluca Galassi     | C     | 24 luglio 1997   | Italia               |
| 12 | Yosvany Hernández    | O     | 23 giugno 1991   | Italia               |
| 13 | Thomas Beretta       | C     | 18 aprile 1990   | Italia               |
| 15 | Uladzislaŭ Davyskiba | S     | 31 marzo 2001    | Bielorussia          |
| 17 | Jan Zimmermann       | P     | 12 febbraio 1993 | Germania             |
| 18 | Gabriele Di Martino  | C     | 20 luglio 1997   | Italia               |
| 31 | Arthur Szwarc        | O     | 30 marzo 1995    | Polonia              |

## Mercato
| Acquisti | Acquisti            | Acquisti          | Acquisti   |
| R.       | Nome                | da                | Modalità   |
| -------- | ------------------- | ----------------- | ---------- |
| C        | Gabriele Di Martino | Prisma Taranto    | definitivo |
| O        | Yosvany Hernández   | Beijing           | definitivo |
| P        | Fernando Kreling    | Sada              | definitivo |
| S        | Stephen Maar        | Top Volley Latina | definitivo |
| S        | Luka Marttila       | Hurrikaani-Loimaa | definitivo |
| L        | Matteo Pirazzoli    | Porto Robur Costa | definitivo |
| C        | Gianluca Rossi      | Libertas Brianza  | definitivo |
| O        | Arthur Szwarc       | Top Volley Latina | definitivo |
| P        | Petar Višić         | HAOK Mladost      | definitivo |
| P        | Jan Zimmermann      | Bielsko-Bialskie  | definitivo |

| Cessioni | Cessioni            | Cessioni         | Cessioni   |
| R.       | Nome                | a                | Modalità   |
| -------- | ------------------- | ---------------- | ---------- |
| P        | Tomasz Calligaro    | -                | ritirato   |
| S        | Donovan Džavoronok  | Shahdab Yazd     | definitivo |
| L        | Marco Gaggini       | Verona           | prestito   |
| S        | Alessandro Galliani | Libertas Brianza | definitivo |
| C        | Aleks Grozdanov     | Verona           | definitivo |
| O        | Yosvany Hernández   | Al-Ahli          | definitivo |
| S        | Denis Karjagin      | ZAKSA            | definitivo |
| S        | Milan Katić         | Gazprom-Jugra    | definitivo |
| P        | Santiago Orduna     | Callipo          | definitivo |

## Risultati

### Superlega

#### Girone di andata
| 1ª giornata - 2 ottobre 2022 PalaEvangelisti, Perugia | Sir Safety Perugia | 3 - 0 | Milano             | 25-19, 25-21, 25-18               |
| 2ª giornata - 8 ottobre 2022 Arena di Monza, Monza    | Milano             | 2 - 3 | Powervolley Milano | 25-23, 25-23, 20-25, 23-25, 11-15 |
| 3ª giornata - 16 ottobre 2022 PalaMazzola, Taranto    | Prisma Taranto     | 3 - 0 | Milano             | 25-23, 25-16, 25-19               |
| 4ª giornata - 23 ottobre 2022 Arena di Monza, Monza   | Milano             | 3 - 0 | Lube               | 25-20, 25-23, 25-12               |
| 5ª giornata - 30 ottobre 2022 PalaBanca, Piacenza     | You Energy         | 1 - 3 | Milano             | 23-25, 25-18, 24-26, 18-25        |
| 6ª giornata - 6 novembre 2022 Arena di Monza, Monza   | Milano             | 0 - 3 | Trentino           | 22-25, 20-25, 28-30               |
| 7ª giornata - 13 novembre 2022 PalaOlimpia, Verona    | Verona             | 3 - 0 | Milano             | 25-19, 25-17, 25-14               |
| 8ª giornata - 19 novembre 2022 Arena di Monza, Monza  | Milano             | 3 - 2 | Top Volley Latina  | 21-25, 25-18, 26-28, 25-18, 15-11 |
| 9ª giornata - 27 novembre 2022 PalaSanLazzaro, Padova | Padova             | 0 - 3 | Milano             | 16-25, 23-25, 21-25               |
| 10ª giornata - 4 dicembre 2022 Arena di Monza, Monza  | Milano             | 1 - 3 | Modena             | 25-22, 22-25, 23-25               |
| 11ª giornata - 11 dicembre 2022 PalaMensSana, Siena   | Emma Villas        | 3 - 1 | Milano             | 26-24, 22-25, 28-26, 25-21        |

#### Girone di ritorno
| 12ª giornata - 18 dicembre 2022 Arena di Monza, Monza                      | Milano             | 0 - 3 | Sir Safety Perugia | 19-25, 22-25, 20-25               |
| 13ª giornata - 26 dicembre 2022 Palalido, Milano                           | Powervolley Milano | 1 - 3 | Milano             | 18-25, 22-25, 25-22, 22-25        |
| 14ª giornata - 8 gennaio 2023 Arena di Monza, Monza                        | Milano             | 3 - 1 | Prisma Taranto     | 25-23, 22-25, 27-25, 30-28        |
| 15ª giornata - 15 gennaio 2023 PalaCivitanova, Civitanova Marche           | Lube               | 1 - 3 | Milano             | 25-22, 33-35, 20-25, 14-25        |
| 16ª giornata - 21 gennaio 2023 Arena di Monza, Monza                       | Milano             | 3 - 1 | You Energy         | 22-25, 27-25, 25-20, 25-15        |
| 17ª giornata - 29 gennaio 2023 PalaTrento, Trento                          | Trentino           | 3 - 0 | Milano             | 25-15, 25-18, 30-28               |
| 18ª giornata - 5 febbraio 2023 Arena di Monza, Monza                       | Milano             | 1 - 3 | Verona             | 24-26, 20-25, 25-14, 21-25        |
| 19ª giornata - 11 febbraio 2023 Palazzetto dello Sport, Cisterna di Latina | Top Volley Latina  | 1 - 3 | Milano             | 25-20, 23-25, 23-25, 22-25        |
| 20ª giornata - 19 febbraio 2023 Arena di Monza, Monza                      | Milano             | 2 - 3 | Padova             | 24-26, 25-17, 25-17, 20-25, 13-15 |
| 21ª giornata - 5 marzo 2023 PalaPanini, Modena                             | Modena             | 2 - 3 | Milano             | 23-25, 18-25, 30-28, 25-18, 16-18 |
| 22ª giornata - 12 marzo 2023 Arena di Monza, Monza                         | Milano             | 3 - 0 | Emma Villas        | 25-19, 25-22, 25-22               |

#### Play-off scudetto
| Quarti di finale (gara 1) - 19 marzo 2023 PalaTrento, Trento    | Trentino | 3 - 2 | Milano   | 25-16, 25-21, 13-25, 18-25, 15-13 |
| Quarti di finale (gara 2) - 22 marzo 2023 Arena di Monza, Monza | Milano   | 3 - 1 | Trentino | 25-21, 25-16, 23-25, 25-18        |
| Quarti di finale (gara 3) - 25 marzo 2023 PalaTrento, Trento    | Trentino | 3 - 1 | Milano   | 22-25, 25-18, 25-19, 25-19        |
| Quarti di finale (gara 4) - 2 aprile 2023 Arena di Monza, Monza | Milano   | 0 - 3 | Trentino | 22-25, 20-25, 19-25               |

#### Play-off 5º posto
| 1ª giornata - 16 aprile 2023 PalaPanini, Modena    | Modena             | 2 - 3 | Milano             | 23-25, 19-25, 25-23, 25-22, 11-15 |
| 2ª giornata - 19 aprile 2023 Arena di Monza, Monza | Milano             | 0 - 3 | Sir Safety Perugia | 22-25, 22-25, 29-31               |
| 3ª giornata - 22 aprile 2023 Arena di Monza, Monza | Milano             | 3 - 0 | Padova             | 25-21, 25-21, 25-22               |
| 4ª giornata - 25 aprile 2023 PalaOlimpia, Verona   | Verona             | 0 - 3 | Milano             | 18-25, 17-25, 24-26               |
| Semifinali - 7 maggio 2023 Arena di Monza, Monza   | Milano             | 3 - 0 | Padova             | 25-23, 35-33, 25-14               |
| Finale - 13 maggio 2023 PalaEvangelisti, Perugia   | Sir Safety Perugia | 2 - 3 | Milano             | 25-21, 15-25, 25-19, 24-26, 10-15 |

## Statistiche

### Statistiche di squadra
| Competizione | Punti | In casa | In casa | In casa | In trasferta | In trasferta | In trasferta | Totale | Totale | Totale |
| Competizione | Punti | G       | V       | P       | G            | V            | P            | G      | V      | P      |
| ------------ | ----- | ------- | ------- | ------- | ------------ | ------------ | ------------ | ------ | ------ | ------ |
| Superlega    | 33    | 16      | 8       | 8       | 16           | 9            | 7            | 32     | 17     | 15     |
| Totale       | -     | 16      | 8       | 8       | 16           | 9            | 7            | 32     | 17     | 15     |

G = partite giocate; V = partite vinte; P = partite perse

### Statistiche dei giocatori
| Giocatore     | Superlega | Superlega | Superlega | Superlega | Superlega | Totale | Totale | Totale | Totale | Totale |
| Giocatore     | P         | PT        | AV        | MV        | BV        | P      | PT     | AV     | MV     | BV     |
| ------------- | --------- | --------- | --------- | --------- | --------- | ------ | ------ | ------ | ------ | ------ |
| T. Beretta    | 27        | 99        | 52        | 42        | 5         | 27     | 99     | 52     | 42     | 5      |
| U. Davyskiba  | 31        | 429       | 332       | 37        | 60        | 31     | 429    | 332    | 37     | 60     |
| G. Di Martino | 22        | 81        | 55        | 19        | 7         | 22     | 81     | 55     | 19     | 7      |
| F. Federici   | 32        | 0         | 0         | 0         | 0         | 32     | 0      | 0      | 0      | 0      |
| G. Galassi    | 32        | 256       | 172       | 60        | 24        | 32     | 256    | 172    | 60     | 24     |
| G. Grozer     | 26        | 396       | 316       | 38        | 42        | 26     | 396    | 316    | 38     | 42     |
| Y. Hernández  | 8         | 13        | 9         | 2         | 2         | 8      | 13     | 9      | 2      | 2      |
| F. Kreling    | 12        | 8         | 3         | 2         | 3         | 12     | 8      | 3      | 2      | 3      |
| S. Maar       | 31        | 484       | 398       | 43        | 43        | 31     | 484    | 398    | 43     | 43     |
| L. Magliano   | 6         | 0         | 0         | 0         | 0         | 6      | 0      | 0      | 0      | 0      |
| L. Marttila   | 14        | 33        | 26        | 2         | 5         | 14     | 33     | 26     | 2      | 5      |
| M. Pirazzoli  | 14        | 0         | 0         | 0         | 0         | 14     | 0      | 0      | 0      | 0      |
| G. Rossi      | 2         | 0         | 0         | 0         | 0         | 2      | 0      | 0      | 0      | 0      |
| A. Szwarc     | 30        | 197       | 166       | 18        | 13        | 30     | 197    | 166    | 18     | 13     |
| P. Višić      | 11        | 7         | 3         | 2         | 2         | 11     | 7      | 3      | 2      | 2      |
| J. Zimmermann | 28        | 29        | 11        | 10        | 8         | 28     | 29     | 11     | 10     | 8      |

P = presenze; PT = punti totali; AV = attacchi vincenti; MV = muri vincenti; BV = battute vincenti